# Autobronzant

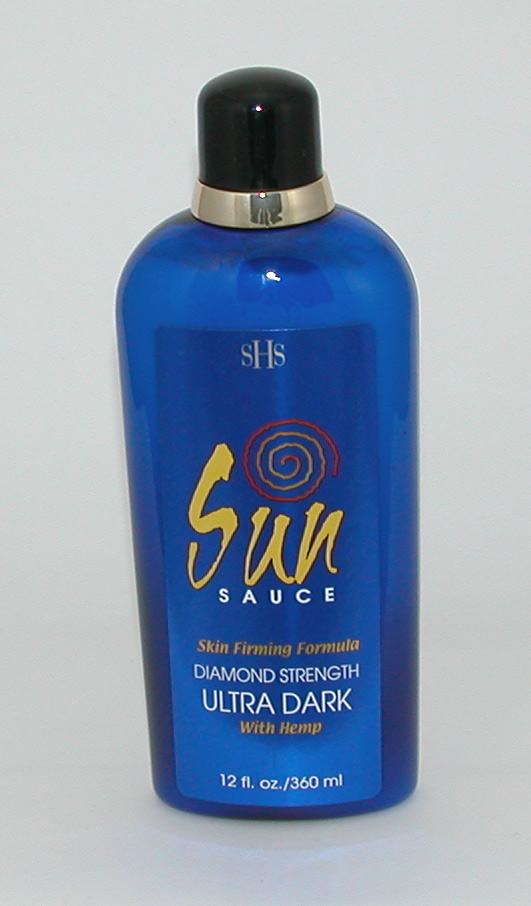
Une bouteille typique de lotion de bronzage artificiel.

 (juillet 2025).
L'autobronzant est un produit cosmétique créé dans les années 1990 et utilisé pour obtenir un hâle temporaire similaire à celui obtenu par bronzage, mais sans exposition au soleil.
Ce hâle ne protégeant pas contre les rayons UV, de la crème solaire d'indice suffisant doit être utilisée avant toute exposition au soleil.

## Composition
L'autobronzant est un produit cosmétique (sous forme de crème, lait, gel, spray, lingette) contenant de la dihydroxyacétone ou DHA, un agent chimique qui permet cette coloration. Cette DHA est un ose qui peut être obtenu naturellement à partir de l’écorce de châtaignier, bien que de nos jours elle soit synthétisée par bioconversion bactérienne de glycérol extrait du colza ou du maïs (chimie verte). Cet agent est présent à hauteur de 2,5 à 3 % dans les tubes élaborés pour les personnes ayant une peau claire, et à hauteur de 5 % pour les personnes ayant une peau foncée.
La crème autobronzante possède d’autres substances, selon les marques, comme :
- de l’eau,
- des solvants,
- des émulsifiants,
- des conservateurs antibactériens,
- des AHA (ou acides de fruits),
- de l'huile de silicone,
- des actifs hydratants non gras pour hydrater les tissus.

## Principe
La DHA agit par réaction de Maillard sur les kératinocytes de la couche cornée de la peau.
Cette réaction est divisible en trois parties :
- la condensation
- l’élimination de l’eau
- le réarrangement

À la fin de cette réaction on obtient des mélanoïdines et de l’eau, la peau prenant une couleur brune deux heures après l'application.
La mélanoïdine est un pigment brun, présent à la surface de la peau, qui va donner ce teint hâlé.
La DHA n’agit que sur les cellules mortes (cellules sans noyau) de la couche cornée. L’effet de la crème autobronzante est donc limité dans le temps, en effet au bout de quatre à six jours la coloration disparaît. Ce phénomène a lieu à cause de la desquamation de la peau, c’est l’élimination des couches superficielles de l’épiderme.
Ce colorant donnait auparavant à la peau une teinte jaune carotte, une peau zébrée par les taches et une odeur désagréable due à l'oxydation à la surface de la peau mais la couleur est aujourd'hui mieux maîtrisée et l'odeur partiellement masquée par les autobronzants parfumés.

## Effets sur la santé
La DHA n’est pas toxique pour l’organisme lors de son application cutanée, ce principe actif de l’autobronzant n’étant pas absorbé par la peau. En effet cette molécule a été déclarée sûre et adaptée à un usage cosmétique pour la coloration de la peau par l’organisme Food and Drug Administration (l’autorité sanitaire américaine).
Mais certains additifs, qui interviennent également dans la composition du produit cosmétique peuvent se révéler irritants, ou allergisants. L’utilisation fréquente des autobronzants est donc à proscrire et plus fortement encore pour les individus ayant une peau sensible. 
L'utilisation d'autobronzant à base de DHA augmenterait la production de radicaux libres en cas d’exposition au soleil.
Il est possible d’obtenir un teint hâlé avec les autobronzants sans craindre les inconvénients résultants d’une exposition prolongée au soleil.
EN revanche, la protection contre les UV que constitue la mélanine une peau bronzée naturellement est inexistante dans le cas d’une peau autobronzée. Bien que ces composés puissent absorber faiblement les UV, plusieurs études ont montré que leur facteur de protection solaire (FPS) est très bas, de l’ordre de 2 au maximum. Ce niveau de protection est insuffisant pour prévenir les effets nocifs d’une exposition solaire, notamment les coups de soleil, le vieillissement prématuré de la peau et les cancers cutanés.
L’un des risques pervers les plus redoutés par les dermatologues est le fait que des personnes se croient à l’abri des effets néfastes du soleil grâce à leur peau autobronzée, et peuvent conduire à une surprotection sans précaution.
De plus les crèmes autobronzantes n’apportent pas les bienfaits qu’apporte une exposition modérée soleil, comme la synthèse de vitamine D.
Le point positif des autobronzants est qu’ils gomment les inégalités des différents types de peau (phototype) face aux risques que présentent les rayons UV. Par contre, ils peuvent provoquer, chez des sujets à risques, des allergies. C’est la raison pour laquelle les personnes qui ont la peau claire préféreront l'autobronzant au bronzage naturel.